# 含贞蕴粹坊
含贞蕴粹坊又名孙氏贞节坊，位于安徽省黄山市歙县县城徽城镇大北街32号，2006年6月7日公布为歙县文物保护单位。
含贞蕴粹坊是大北街的两座牌坊之一，系清乾隆十一年（1746年）奉旨所建恩荣坊，四柱三间三楼冲天式，高9.4米，上书“含贞蕴粹”，用于“旌表吴廷遴妻孙氏贞节”。坊主孙氏，吴廷遴之妻。含贞蕴粹坊下部在抗日战争期间被日机空袭炸裂，现仅存上部，下部被砌入民宅中。